# Paul Helminger

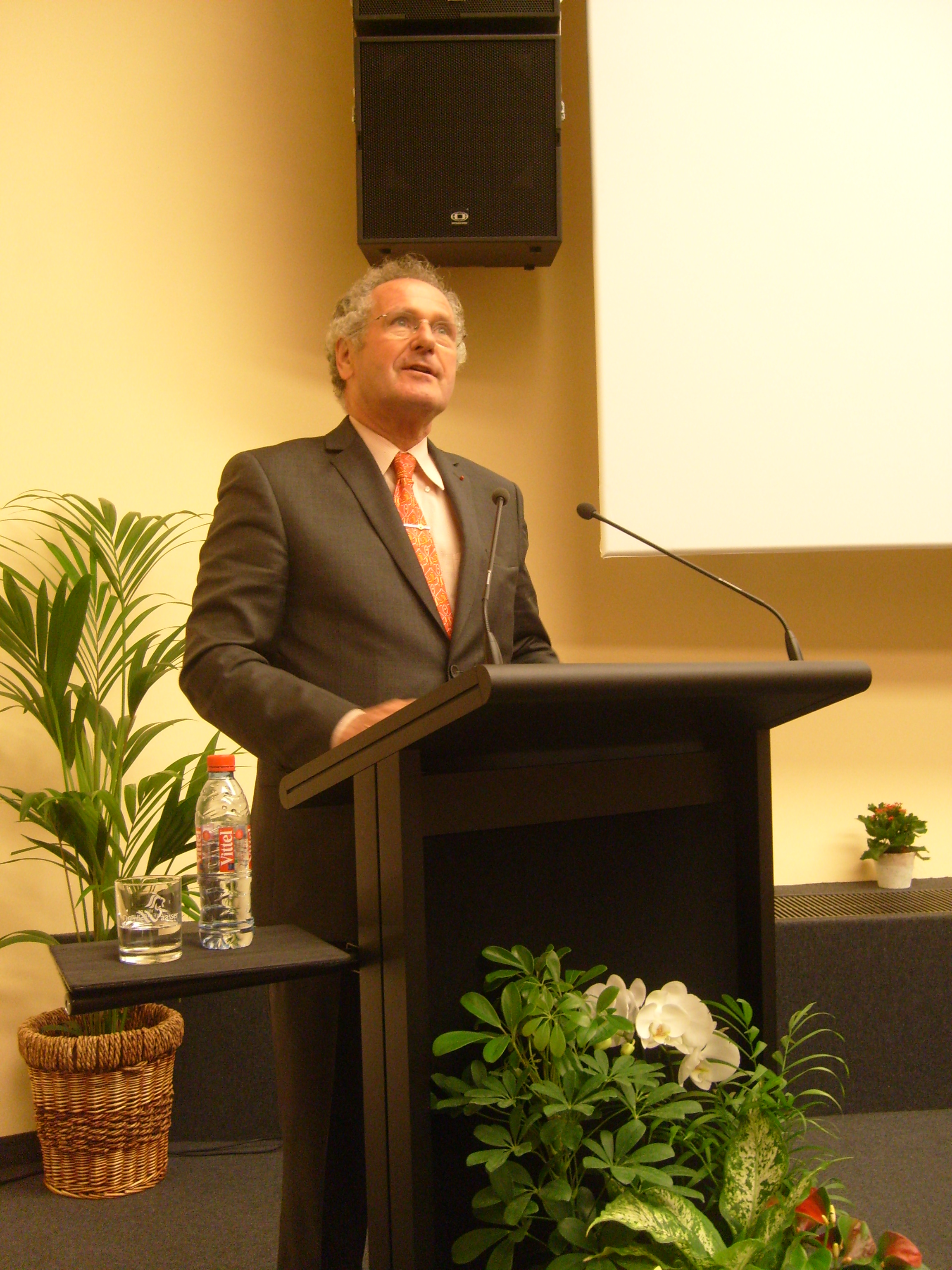
Paul Helminger

Paul Helminger (Esch-sur-Alzette, 28 oktober 1940 - 17 april 2021) was een Luxemburgs jurist, politicoloog en politicus. Hij was van 1999 tot 2011 burgemeester van Luxemburg-Stad.
Helminger was lid van de liberale Demokratesch Partei (Democratische Partij). Van 16 juli 1979 tot 20 juli 1984 was hij staatssecretaris van Buitenlandse Zaken, Buitenlandse Handel, Coöperatie, Economie, Middenstand en Justitie in het kabinet-Werner-Thorn-Flesch.
Van 1984 tot 1989 was Helminger president-directeur van de firma Computerland Europe.

In 1999 werd Paul Helminger als opvolger van Lydie Polfer burgemeester van Luxemburg-Stad. In 2011 stelde hij zich kandidaat voor de gemeenteraadsverkiezingen, en hoewel zijn Democratische Partij deze won, trok hij zich alsnog terug ten gunste van zijn jongere partijgenoot Xavier Bettel, die meer voorkeurstemmen trok.
Sinds mei 2012 was Paul Helminger directievoorzitter bij de luchtvaartmaatschappij Luxair, en sinds januari 2013 tevens bij Cargolux.
Hij was twee keer gehuwd en had zeven kinderen. Helminger werd 80 jaar oud.